# Dominik Pędzich
Dominik Pędzich (ur. 19 stycznia 1971 w Środzie Wielkopolskiej) – polski szachista, mistrz międzynarodowy od 1990 roku.

## Kariera szachowa
Pod koniec lat 80. był jednym z najlepiej zapowiadających się szachistów młodego pokolenia. W roku 1989 zwyciężył w mistrzostwach Polski juniorów do 19 lat, rozegranych w Jędrzejowie. Wystąpił również w Arnhem w mistrzostwach Europy juniorów do 20 lat. W 1990 roku zadebiutował w finale mistrzostw kraju mężczyzn, zajmując w Warszawie IV miejsce oraz reprezentował Polskę na rozegranych w Santiago mistrzostwach świata juniorów do 20 lat. W 1991 roku zwyciężył w otwartym turnieju Konik Morski Rewala w Rewalu, zajął II miejsce w turnieju w Berlinie oraz wziął udział w kolejnych mistrzostwach juniorów: świata (w Mamai) i Europy (w Aalborgu). W 1992 roku po raz drugi zajął IV miejsce w finale mistrzostw kraju (w Częstochowie) oraz wystąpił w narodowej drużynie na szachowej olimpiadzie w Manili. W 1997 roku wywalczył wraz z drużyną Polonia Plus GSM Warszawa srebrny medal w rozegranym w Kazaniu klubowym Pucharze Europy oraz po raz siódmy, ostatni jak do tej pory, wystąpił w turnieju o mistrzostwo Polski.
Jest siedmiokrotnym medalistą drużynowych mistrzostw Polski: trzykrotnie złotym (1987, 1996, 2011), dwukrotnie srebrnym (1997, 1998) oraz dwukrotnie brązowym (1987, 1995).
Najwyższy ranking w karierze osiągnął 1 stycznia 1997 r., z wynikiem 2465 punktów dzielił wówczas 10-11. miejsce (wspólnie z Bartłomiejem Macieją) wśród polskich szachistów. Od 2001 r. bardzo rzadko występuje w turniejach szachowych.